# Епархия Бьеловар-Крижевцы
Епархия Бьеловар-Крижевцы (хорв. Bjelovarsko-križevačka biskupija) — католическая епархия латинского обряда в Хорватии с центром в городе Бьеловар. Входит в состав митрополии Загреба.
Епархия Бьеловар-Крижевцы образована 5 декабря 2009 года, выделена из состава Загребской архиепархии. Кафедральным собором епархии является собор Святой Терезы Авильской в городе Бьеловар, сокафедральным собором — собор Святого Креста в городе Крижевцы. Главой епархии назначен епископ Вьекослав Хузьяк (хорв. Vjekoslav Huzjak).